# Klein-Gordonvergelijking
De klein-gordonvergelijking is een relativistische golfvergelijking die het gedrag van scalaire velden (velden zonder spin) beschrijft. De vergelijking werd onder meer door Oskar Klein en Walter Gordon voorgesteld als een relativistische versie van de schrödingervergelijking. Ook Vladimir Fock kwam onafhankelijk bij deze vergelijking uit. De klein-gordonvergelijking is echter niet bruikbaar als vergelijking voor een enkel deeltje (zoals de schrödingervergelijking) en moet gezien worden als een veldvergelijking.
De vergelijking werd voor het eerst opgeschreven (maar niet gepubliceerd) in 1925 door Erwin Schrödinger, die hiermee een beschrijving wilde geven van de debrogliegolven voor het elektron. Omdat deze vergelijking de spin van het elektron niet meeneemt, leidt dit tot onjuiste voorspellingen voor het spectrum van het waterstofatoom. Uiteindelijk publiceerde Schrödinger een andere vergelijking, de later naar hem genoemde schrödingervergelijking.

## Vergelijking
De klein-gordonvergelijking luidt
{\displaystyle (\square +{\frac {m^{2}c^{2}}{\hbar ^{2}}})\psi =0}
waarin {\displaystyle \square } de d'Alembertiaan voorstelt, gegeven door de uitdrukking
{\displaystyle \square ={\frac {1}{c^{2}}}{\frac {\partial ^{2}}{\partial ^{2}t}}-\Delta }
Daarin is:
- m de massa
- c de lichtsnelheid
- {\displaystyle \Delta } de Laplace-operator
- {\displaystyle \psi } de golffunctie

Verder is
{\displaystyle \hbar ={\frac {h}{2\pi }}}
met daarin h de constante van Planck.

Merk op dat voor massaloze deeltjes (m=0) de vergelijking overgaat in de golfvergelijking, waarmee bijvoorbeeld licht beschreven wordt.

## Problemen
Er doet zich echter een aantal problemen voor met deze vergelijking. Ten eerste is de golffunctie {\displaystyle \psi } niet positief-definiet ({\displaystyle |\psi |^{2}>0}), wat een interpretatie als kansdichtheid, zoals bij de schrödingervergelijking, onmogelijk maakt. Verder heeft de vergelijking oplossingen met een negatieve energie, wat tot instabiliteiten leidt. Beide problemen maken het onmogelijk deze vergelijking te zien als een relativistisch analogon voor de schrödingervergelijking, en een interpretatie als ééndeeltjesvergelijking is niet mogelijk. Wel kan de vergelijking worden gebruikt als beschrijving voor een scalair kwantumveld.

## Afleiding
Sinds het werk van De Broglie was bekend dat materie golfeigenschappen bezit. De relatie tussen de impuls en de golflengte ({\displaystyle \lambda }) of het golfgetal ({\displaystyle k=2\pi /\lambda }) is als volgt:
{\displaystyle p={\frac {h}{\lambda }}=\hbar k.}
De relatie tussen de energie en de frequentie werd al eerder gevonden door Max Planck:
{\displaystyle E=h\nu =\hbar \omega .}
Voor een vlakke golf
{\displaystyle \psi =e^{i({\vec {k}}\cdot {\vec {r}}-\omega t)}}
worden dus de impuls en energie gevonden met behulp van de volgende operatoren:
{\displaystyle {\hat {p}}={\frac {\hbar }{i}}\nabla } en {\displaystyle {\hat {E}}=-{\frac {\hbar }{i}}{\frac {\partial }{\partial t}}}.
Dit zijn dezelfde operatoren die ook gebruikt kunnen worden om de schrödingervergelijking af te leiden. Echter, in plaats van deze operatoren te substitueren in de klassieke Hamiltoniaan
{\displaystyle H={\frac {p^{2}}{2m}}+V}
gebruiken we nu de relativistische relatie tussen energie en impuls
{\displaystyle E^{2}=m^{2}c^{4}+p^{2}c^{2}}
die waarschijnlijk beter bekend is voor een stilstaand object, waarbij p = 0 en E = mc2.
Wanneer we hierin de gevonden operatoren substitueren en vermenigvuldigen met {\displaystyle \psi } krijgen we
{\displaystyle \hbar ^{2}{\frac {\partial ^{2}\psi }{\partial t^{2}}}=m^{2}c^{4}\psi -\hbar ^{2}c^{2}\nabla ^{2}\psi }
wat met de definitie van de d'Alembertiaan de klein-gordonvergelijking oplevert.

## Oplossingen

### Relativistisch vrij deeltje
Zoals gebruikt in de afleiding is een mogelijke oplossing van de klein-gordonvergelijking een vlakke golf
{\displaystyle \psi =e^{i({\vec {k}}\cdot {\vec {r}}-\omega t)}}
waarbij na substitutie in de klein-gordonvergelijking volgt:
{\displaystyle ({\frac {1}{c^{2}}}{\frac {\partial ^{2}}{\partial t^{2}}}-\nabla ^{2}+{\frac {m^{2}c^{2}}{\hbar ^{2}}})e^{i({\vec {k}}\cdot {\vec {r}}-\omega t)}=0}
{\displaystyle (-{\frac {\omega ^{2}}{c^{2}}}+k^{2}+{\frac {m^{2}c^{2}}{\hbar ^{2}}})e^{i({\vec {k}}\cdot {\vec {r}}-\omega t)}=0}
{\displaystyle \hbar ^{2}\omega ^{2}=m^{2}c^{4}+\hbar ^{2}k^{2}c^{2}}
wat met {\displaystyle E=\hbar \omega } en {\displaystyle p=\hbar k} de bekende relativistische relatie tussen energie en impuls oplevert:
{\displaystyle E^{2}=m^{2}c^{4}+p^{2}c^{2}}
Dit resultaat laat zien dat een vlakke golf een oplossing is van de klein-gordonvergelijking en dat de relatie tussen energie en impuls die van een relativistisch deeltje is.
Zoals eerder opgemerkt zijn zowel oplossingen met positieve als negatieve energie mogelijk, wat komt door het kwadraat in bovenstaande uitdrukking voor de energie
{\displaystyle E=\pm {\sqrt {m^{2}c^{4}+p^{2}c^{2}}}}

### Yukawa-potentiaal
Voor stationaire oplossingen verdwijnt de tijdsafgeleide in de d'Alembertiaan zodat
{\displaystyle (-\Delta +{\frac {m^{2}c^{2}}{\hbar ^{2}}})\psi =0}
Wanneer {\displaystyle \psi } slechts afhangt van een radiale coördinaat r wordt de Laplaciaan
{\displaystyle \Delta \psi ={\frac {1}{r}}{\frac {\partial ^{2}r\psi }{\partial r^{2}}}}
zodat de klein-gordonvergelijking wordt:
{\displaystyle {\frac {m^{2}c^{2}}{\hbar ^{2}}}\psi -{\frac {1}{r}}{\frac {\partial ^{2}r\psi }{\partial r^{2}}}=0}
met als oplossing
{\displaystyle r\psi =Ce^{\pm {\frac {mc}{\hbar }}r}\rightarrow \psi =C{\frac {e^{-r/r'}}{r}}} met {\displaystyle r'={\frac {\hbar }{mc}}}
Hideki Yukawa gebruikte in 1934 deze uitdrukking in een poging de kracht tussen deeltjes in een atoomkern te verklaren. Deze yukawa-potentiaal komt (voor relatief grote afstand) goed overeen met de experimenteel gevonden interactie.

### Tachyonen
Tachyonen komen onder andere in sommige versies van snarentheorie voor als deeltjes die sneller bewegen dan het licht. Tachyonen met een reële energie moeten volgens de relativistische relatie
{\displaystyle E=\gamma mc^{2}}
een imaginaire massa hebben, aangezien {\displaystyle \gamma =(1-(v/c)^{2})^{-1/2}} voor v > c imaginair is.
Voor een homogeen tachyonveld {\displaystyle \psi (t)} verdwijnt de Laplaciaan in de klein-gordonvergelijking:
{\displaystyle {\frac {d^{2}\psi (t)}{dt^{2}}}+{\frac {m^{2}c^{4}}{\hbar ^{2}}}\psi (t)}
Voor m² > 0 zijn de oplossingen harmonisch oscillerende functies. Echter voor een tachyon met imaginaire massa is m² < 0 zodat de oplossingen exponentiële functies worden.
{\displaystyle \psi (t)=A\,{\textrm {exp}}({\frac {|m|c^{2}t}{\hbar }})+B\,{\textrm {exp}}(-{\frac {|m|c^{2}t}{\hbar }})}
Dit betekent dat het tachyonveld in de tijd onbegrensd toeneemt. Dit is niet wat wordt waargenomen en dit vormt dan ook een van de grote problemen van de snaartheorie.